# Colomi
Colomi ist eine Landstadt im Departamento Cochabamba im südamerikanischen Andenstaat Bolivien.

## Lage im Nahraum
Colomi ist der zentrale Ort des Municipios Colomi in der Provinz Chapare. Die Stadt liegt auf einer Höhe von 3300 m an einem der Zuflüsse zum vier Kilometer nordwestlich gelegenen Corani-See, einem knapp 10 Kilometer langen See mit einer Fläche von etwa 18 km².

## Geographie
Colomi liegt in einem der Hochtäler der bolivianischen Cordillera Oriental auf halbem Wege zwischen Altiplano und Chapare-Tiefland. Das Klima ist gemäßigt und ein typisches Tageszeitenklima, bei dem die mittleren Temperaturschwankungen zwischen Tag und Nacht stärker ausfallen als zwischen der kalten und warmen Jahreszeit.
Die Jahresdurchschnittstemperatur der Region beträgt knapp 11 °C (siehe Klimadiagramm Colomi), die Monatswerte schwanken dabei nur unwesentlich zwischen 8 °C im Juni/Juli und knapp 14 °C im November. Der Jahresniederschlag beträgt rund 550 mm, bei einer ausgeprägten Trockenzeit von Mai bis September mit Monatsniederschlägen unter 15 mm, und einer kurzen Feuchtezeit von Dezember bis Februar mit 90 bis 120 mm Monatsniederschlag.

## Verkehrsnetz
Colomi liegt in einer Entfernung von 53 Straßenkilometern östlich der Stadt Cochabamba, der Hauptstadt des Departamentos.
Durch Colomi führt die Nationalstraße Ruta 4, die mit einer Länge von 1657 Kilometern das gesamte Land in West-Ost-Richtung durchquert. Die Straße beginnt im Westen bei Tambo Quemado an der chilenischen Grenze, passiert Cochabamba und Sacaba und erreicht nach 430 Kilometern Colomi. Die Straße führt dann weiter in östlicher Richtung über Santa Cruz nach Puerto Suárez im brasilianischen Grenzgebiet. Abgesehen von den letzten 700 Kilometern im Osten ist die Straße durchgehend asphaltiert.

## Bevölkerung
Die Einwohnerzahl des Ortes ist in den vergangenen beiden Jahrzehnten nur unwesentlich angestiegen:
| Jahr | Einwohner | Quelle       |
| ---- | --------- | ------------ |
| 1992 | 3863      | Volkszählung |
| 2001 | 3699      | Volkszählung |
| 2012 | 3914      | Volkszählung |
| 2024 |           | Volkszählung |

Die Region weist einen hohen Anteil an Quechua-Bevölkerung auf, im Municipio Colomi sprechen 83,5 Prozent der Bevölkerung Quechua.